# Олин, Бетти
Бетти Олин (швед. Betty (Elisabeth) Olin; 1761—1816) — шведская оперная певица (сопрано) и актриса.

## Биография
Родилась 6 декабря 1761 года в семье скрипача-любителя, камергера Габриэля Олина и его жены Элизабет Олин — оперной певицы и композитора; в семье росло шестеро детей. Её дед Петтер Лилльстрём был органистом, а бабушка — Элизабет Лилльстрём была одной из первых профессиональных женщин-актёров Швеции.
Дебютировала как «мадемуазель Олин» на концерте кавалеров в Дворянском собрании Стокгольма в 1770 году, где исполнила в дуэте арии с таким приятным голосом и музыкальной точностью, что получила много похвал. Затем Бетти работала со своей матерью и тетей в основанной в 1773 году Шведской королевской опере в здании Stora Bollhuset и участвовала в знаменитом оперном спектакле «Thetis och Pelée» Франческо Уттини, который открывал этот театр. В спектакле собрались те, кто впоследствии стали национальными оперными талантами: Карл Стенборг (Пеле), Элизабет Олин (Фетида), Хедвиг Вигерт (Дорис), Ларс Лалин (Юпитер), Андерс Норден (Нептун), Нильс Густав Стенборг (Меркурий), а также Ханс Бьоркман и Йохан Филип Лизинг в второстепенных ролях; Бетти Олин играла роль Амура. Она продолжала работать в опере вместе со своей матерью и тетей. Другими её ролями в этом же году были Joas и Athalia, а также снова Амур в «Орфее и Эвридике». В 1875 году она участвовала в опере-балете Æglé, где исполнила роль Верховной жрицы Храма счастья.
В 1782 году Бетти обручилась с Карлом Стенборгом, но они не могли пожениться до 12 июля 1793 года из-за неодобрения матери: Стенборг некоторое время состоял в любовных отношениях с Элизабет Олин. Женитьба на Стенборге означала разрыв с матерью, отношения с которой стали плохими в течение многих лет. Дом Бетти и Карла описывался современниками как центр художественного мира, своего рода салон, который летом переезжал в пригород Стокгольма Блакеберг.
Вместе с мужем Бетти гастролировала за границей — выступала в Копенгагене в Дании и в Осло в Норвегии в 1794—1995 годах. Это было ещё до Юстины Касальи, которую считают первой шведской певицей, выступившей за границей. Карл Стенборг руководил после смерти отца одноимённым театром, но был объявлен банкротом в 1805 году. В 1808—1809 годах Бетти фактически работала руководителем остатками театральной труппы своего мужа в театре Comediehuset в Гётеборге.
Карл умер в 1813 году, Бетти умерла 2 июля 1816 года.